# Dora Pejačević

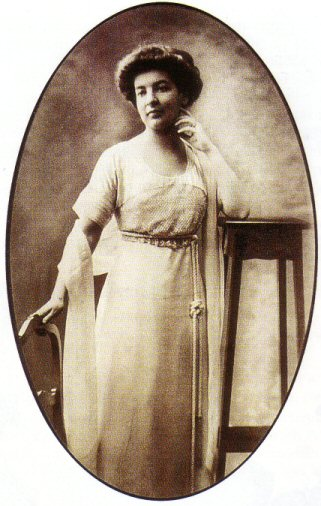

Maria Theodora Paulina (Dora) Pejačević (en húngaro: Gróf verőczei Pejácsevich Mária Theodóra Paulina "Dóra", Budapest, 10 de septiembre de 1885 - Múnich, 5 de marzo de 1923) fue una compositora croata y miembro de la noble familia Pejačević de origen búlgaro. Fue una de las compositoras que introdujo el Lied en la música croata.Los estudiosos consideran que su Sinfonía en fa sostenido menor es la primera sinfonía moderna de la música croata.

## Primeros años de vida
Dora Pejačević (en documentos antiguos también Pejacsevich) nació en Budapest, Reino de Hungría, hija de un ban croata, el conde húngaro-croata Teodor Pejačević de Virovitica (1844 - 1928) y la baronesa húngara Elisabeth Josepha Lilla de Vaya, (1860-1941). Su madre fue pianista y la primera en darle lecciones de piano. Es descendiente de la familia noble croata Pejačević por parte de su padre, una de las familias nobles más distinguidas de Eslavonia, la región oriental de Croacia. Su familia materna estuvo vimculada durante siglos con los condes Teleki de Szék, lo que les dio importancia política y económica dentro de la región de Budapest. Gran parte de la prominencia de su madre hizo que Dora prefiriese la música en lugar de un estilo de vida aristocrático.
Pejačević comenzó a componer cuando tenía 12 años. Estudió música de forma privada en Zagreb, Dresde (composición con Percy Sherwood (en)) y Múnich (instrumentación con Walter Courvoisier (en) y violín con Henri Petri (en)). Sin embargo, fue en gran parte autodidacta.

## Carrera y vida personal

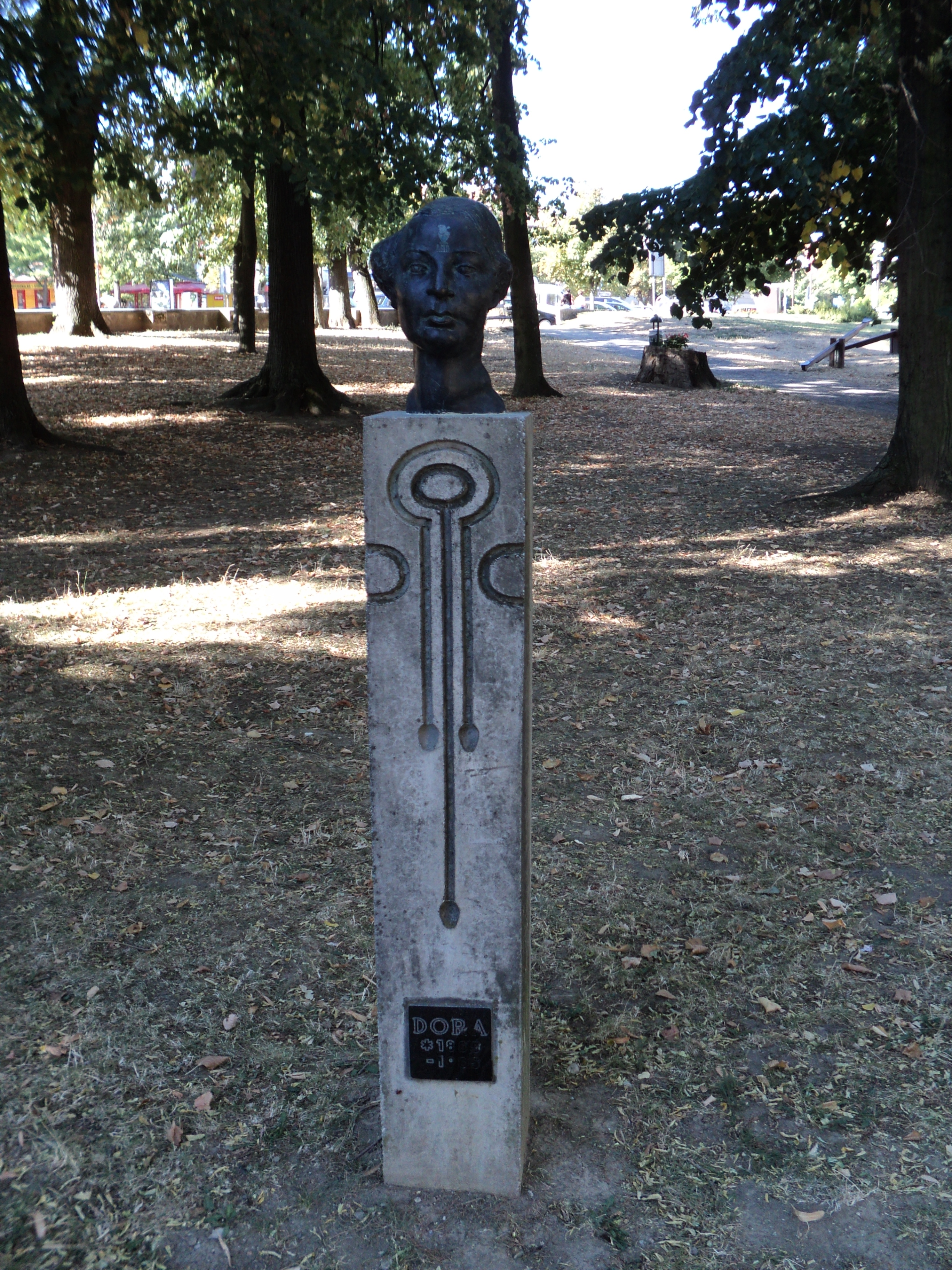
Busto de Dora Pejacevic en Naice.

En 1913, Pejačević compuso un concierto para piano, su primera obra orquestal, convirtiéndola en la primera compositora croata en escribir un concierto. Las composiciones anteriores de Pejačević consistían principalmente en piezas para piano, sonatas y canciones y se consideraban de élite por su naturaleza. Muchas de sus piezas se estrenaron en Alemania, interpretadas por importantes solistas de la época. A lo largo de su vida, las composiciones de Pejačević se interpretaron en Budapest, Viena, Praga, Múnich, Dresde y su ciudad de Nasice. Entre los músicos que tocaron sus obras se encuentran los pianistas Walter Bachmann, Svetislav Stančić y Alice Ripper, los violonistes Juan Manén, Václav Huml y Zlatko Baloković, les directores de orquesta Oskar Nebdal y Edwin Linder y grupos de cámara entre los que se encuentran Thoman Trio, el Cuarteto de cuerdas de Zagreb, la Orquesta filarmónica de Zagreb, la Tonkünstlerorchester de Viena y la Filarmónica de Dresde.
El 14 de septiembre de 1921 se casó con Ottomar Lümbe (1892-1978). Aunque Pejačević llevó una vida solitaria, conoció a muchos músicos y escritores destacados, y se hizo amiga del periodista y escritor austriaco Karl Kraus y de la aristócrata checa y mecenas de las artes, la condesa Sidonie von Thun und Hohenstein. 
Pejačević murió en Múnich en 1923, donde pasó los últimos años de su vida. Existen dos versiones contradictorias respecto a su fallecimiento. Por un lado, se afirma que la causa de la muerte de Pejačević fue una insuficiencia renal, que tuvo lugar cuatro semanas después del nacimiento de su hijo, Theo. Otra fuente menciona que su fallecimiento se produjo como resultado de complicaciones durante el parto. Está enterrada en el cementerio de Našice, Croacia. Su lápida, a pedido de ella, tiene su nombre escrito únicamente como "Dora" con la frase corta "Descansa ahora".

## Legado
Pejačević es considerada una importante compositora croata. Dejó un catálogo considerable de 58 opus (106 composiciones), que incluye canciones, obras para piano, música de cámara y varias composiciones para gran orquesta, posiblemente las mejores. Su estilo estilo romántico tardío, enriquecido con armonías impresionistas, elementos de estilo expresionista y colores orquestales suntuosos, hacen de Dora Pejačević una verdadera hija del Art Nouveau (Jugendstil) en el arte pictórico.
Los estudiosos consideran que su Sinfonía en fa sostenido menor es la primera sinfonía moderna de la música croata. La mayor parte de sus obras aún no han sido publicadas ni grabadas, aunque recientemente se han realizado esfuerzos concertados para corregir esta situación. Por ejemplo, el Centro de Información Musical de Croacia ha publicado algunas de sus partituras, incluidas tres de sus obras orquestales (Concierto para piano, Sinfonía y Fantasía concertante). En 2008, el Centro también publicó una monografía bilingüe (en inglés y croata), escrita por el erudito de Pejačević Koraljka Kos, acompañada de un primer CD de piano y música de cámara de Pejačević.
Las obras de madurez de la compositora están igualmente marcadas por su entusiasmo por la música de Wagner y por su poderosa maestría y virtuosismo en la escritura del instrumento para el que compone. Según Kos, ella crea "como un sismógrafo capaz de responder a los estímulos más sutiles", y en sus propias palabras "en un trance de obsesión musical".
En 1993 se lanza la película Countess Dora (en), que retrata su vida. Fue dirigida por Zvonimir Berković y protagonizada por Alma Prica y Rade Šerbedžija .

## Lista de obras

### Composiciones vocales
Lider
- "Ein Lied", op. 11 (texto: Paul Wilhelm; 1900)
- "Warum?" , Op. 13 (texto: Dora Pejačević; 1901)
- "Ave María", Op. 16, para voz, violín y órgano, (1903)
- Sieben Lieder, op. 23 (texto: Wilhelmine von Wickenburg-Almasy; 1907; dedicado a Eva van Osten, Melanie Páiffy-Almásy, Julia Culp)

1. "Sicheres Merkmal"
2. "Es hat gleich einem Diebe"
3. "Tenso erst Blauveilchen"
4. "Es jagen sich Mond und Sonne"
5. "Du bist der helle Frühlingsmorgen"
6. "In den Blättern wühlt"
7. "Es war einmal"

- Zwei lieder, op. 27 (Texto: Wilhelmine von Wickenburg-Almasy; Ernst Strauss; 1909)

1. "Ich schleiche meine Straßen"
2. "Verweht"

- Vier lieder, op. 30 (Texto: Anna Ritter; 1911; dedicado a Marianne Konradsheim)

1. "Ein Schrei"
2. "Wie ein Rausch"
3. "Ich glaub', lieber Schatz"
4. "Traumgluck"

- Verwandlung para voz, violín y órgano, op. 37a (texto: Karl Kraus ; 1915; dedicado a Sidonie Nádherny von Borutin)[4]
- Madchengestalten, op. 42 (texto: Rainer Maria Rilke 1916)

1. "Als du mich einst gefunden hast"
2. "Viel Fähren sind auf den Flüssen"
3. "Ich bin eine Waise"
4. "Ich war ein Kind und träumte viel"

- "Una eine falte", op. 46 (texto: Karl Kraus; 1918; dedicado a Sidonie Nádherny von Borutin)
- Drei Gesänge, op. 53 (texto: Friedrich Nietzsche ; 1919-1920)

1. "venedig"
2. "Vereinsamt"
3. "Der Einsamste"

- Zwei lieder, op. 55 (Texto: Karl Henckell ; Ricarda Huch ; 1920; dedicado a Rosa Lumbe-Mladota y Juza Lumbe)

1. "¡Zu dir!"
2. "Um bei dir zu sein"

- Tri dječje pjesme (Tres canciones infantiles), op. 56 (texto: Zmaj Jovan Jovanović; 1921)

1. "Majčica, moj anđeo" (Mami, mi ángel)
2. "Dijete i baka" (Niño y abuela)
3. "Mali Radojica" (Pequeña Radojica)

Con acompañamiento orquestal
- Verwandlung, op. 37b (texto: Karl Kraus; 1915)
- Liebeslied, Op. 39 (texto: Rainer Maria Rilke; 1915)
- Zwei Schmetterlingslieder, op. 52 (texto: Karl Henckell; 1920)

1. "Goldne Sterne, azul Glöckchen"
2. "Schwebe, du Schmetterling"

### Composiciones para piano solo
- Berceuse, Op. 2 (1897)
- Gondellied, Op. 4 (En Erinnerung an die gemütlichen Tage in Našice von Dora, Našice, 25 de julio de 1898)
- Chanson sans paroles, op. 5, (1898)
- Papillon, Op. 6 (1898)
- Menuette, Op. 7 (1898)
- Improptu, Op. 9a (1899)
- Chanson sans paroles, op. 10 (1900; dedicado a la baronesa Else Szentkereszty)
- Albumblatt, op. 12 (1901; perdido)
- Trauermarsch, Op. 14 (1902)
- Sechs Phantasiestücke, op. 17 (1903)

1. "Sehnsucht"
2. "Leid"
3. "Frage"
4. "Klage"
5. "Bitte"
6. "Wahn" (2 versiones: A y B)

- Blumenleben – acht Klavierstücke nach der Blütenzeit im Jahresablauf komponiert, op. 19 (1904-1905)

1. "Schneeglöckchen"
2. "Veilchen"
3. "Maiglöckchen"
4. "Vergissmeinnicht"
5. "Rose"
6. "Rote Nelken"
7. "Lilien"
8. "Chrysanthemen"

- Berceuse, Op. 20 (1906; dedicado a su sobrino, el conde Nikola Pejačević)
- Valse de concert, op. 21 (1906)
- Erinnerung, op. 24 (1908; dedicado a Marie Therese Schall-Riaucour)
- Walzer-Capricen, op. 28 (1910; dedicado a su profesor Percy Sherwood)

1. "Moderado"
2. "Grazioso"
3. "Soy Laendler-tempo"
4. "Wiegend"
5. "Lento"
6. "Tiempo giusto"
7. "Allegretto"
8. "Grazioso, allegramente"
9. "Moderato"

- Vertige, Valse-Boston, (24 de mayo de 1906; estilo de salón romántico)
- Improptu, Op. 32b (1912; dedicado a la pianista Alice Ripper)
- Sonata en si bemol menor, op. 36 (1914; dedicado a Anny von Lange)

1. "Con fuoco no troppo allegro"
2. "Andante con molta expressione"
3. "Allegro risoluto"

- Zwei Intermezzi, op. 38 (1915; dedicado a Olga Schulz-Granitz)

1. "Ruhig und inning"
2. "Langsam und ausdrucksvoll"

- Zwei Klavierskizzen, op. 44 (1918; dedicado a Anny von Lange)

1. "¡An dich!"
2. "Vor deinem Bild"

- Blütenwirbel, op. 45 (1918; 2 versiones: A y B; dedicada a Sidonie Nádherny von Borutin)
- Capricho, Op. 47 (1919; dedicado a la pianista Alice Ripper)
- Zwei Nocturnos, op. 50 (1918; 1920)

1. "Sehr ruhig, mit innigem Ausdruck" (Janowitz, 20-21 de julio de 1918; dedicado a la pianista Alice Ripper)
2. "Leicht bewegt und ferträumt"

- Humoreske und Caprice, op. 54 (1920)

1. "Humoreske", allegretto vivo
2. "Caprice", vivace grazioso

- Sonata en la bemol mayor, op. 57 (en un movimiento; 1921)

### Composiciones de cámara
- Rêverie para violín y piano, op. 3 (1897)
- Canzonetta en re mayor, para violín y piano, op. 8 (1899; su primera composición impresa; dedicada a Stefi Geyer)
- Impromptu, para quinteto de cuerdas con piano, op. 9b (1903; arreglo de Op. 9a)
- Trío en re mayor, op. 15 para violín, violonchelo y piano (1902)
- Menuett en la mayor, op. 18, para violín y piano (1904; dedicado a Jaroslav Kocian)
- Romanza en fa mayor, op. 22, para violín y piano (1907)
- Cuarteto en re menor, op. 25 para violín, viola, violonchelo y piano (1908)
- Sonata en re mayor, Frühlings-Sonate, op. 26 para violín y piano (1909)
- Trío en do mayor, op. 29 para violín, violonchelo y piano (1910)
- Cuarteto de cuerda en fa mayor, op. 31 (1911; perdido)
- Elegía en mi bemol mayor para violín y piano, op. 34 (1913; dedicado a Johannes Nádherny-Borutin)
- Sonata en mi menor, op. 35 para violonchelo y piano (1913; dedicado a Olga y Ernst Schulz)
- Quinteto con piano en si menor, op. 40 para 2 violines, viola, violonchelo y piano, (1915-1918)
- Sonata en si menor Slawische Sonate para violín y piano, op. 43 (1917; dedicado al violinista Zlatko Baloković)
- Meditación para violín y piano, op. 51 (1919; dedicado a Viteszlav Novák)
- Cuarteto de cuerda en do mayor , op. 58 (1922)

### Composiciones orquestales
- Concierto para piano en sol menor, op. 33 (1913)
- Sinfonía en fa sostenido menor para gran orquesta, op. 41 (1916 – 1917, rev. 1920; dedicada a su madre la baronesa Lilla Vay de Vaya)
- Phantasie concertante en re menor para piano y orquesta, op. 48 (1919; dedicado a la pianista Alice Ripper)
- Obertura en re menor para gran orquesta, op. 49 (1919)

Canciones para voz y orquesta (1915-1920)
- Verwandlung para voz, violín y orquesta, op. 37b (texto: Karl Kraus)
- Liebeslied, Op. 39, (texto: Rainer Maria Rilke; dedicado a su hermana Gabrielle Kochanovsky)
- Zwei Schmetterlingslieder, op. 52 (texto: Karl Henckell)
  - N.º 1, "Gold'ne Sterne, blaue Glöckchen"
  - N.º 2, "Schwebe du Schmetterling, schwebe vorbei"

## Grabaciones
- Sinfonía en fa sostenido menor, op. 41; Fantasía concertante en re menor, op. 48 para piano y orquesta, Volker Banfield, piano y la Deutsche Staatsphilharmonie Rheinland-Pfalz dirigida por Ari Rasilainen (CPO (en) CD#777-418-2)
- Trío para piano, op. 29; Sonata para violonchelo, op. 35 (Oliver Triendl, Andrej Bielow, Christian Poltera. CPO 777-419-2)
- Quinteto para piano, op.40; Cuarteto con piano, op. 25; Cuarteto de cuerda, op. 58; Improvisado, Op. 9 (Oliver Triendl, Quatuor Sine Nomine. CPO 777-421-2) [2 CD]
- Cuarteto de cuerda en do mayor, op. 58 junto con String Sextet de Boris Papandopulo (CD #5558910)
- Sonata para violín n.° 1 en re mayor, op. 26 junto con obras de Kunc, Boris Papandopulo y J. Š. Slavenski (CD n.º 5872221)
- Lieder, Ein Lied, op. 11; Warum, op. 13; 7 Lieder, op. 23; 2 Lieder, op. 27; 4 Lieder, op. 30; Verwandlung, op. 37; Liebeslied, op. 39; Madchengestalten, op. 42; Una eine falte, op. 46; 2 Schmetterlingslieder, op. 52; 3 Gesänge, op. 53; 2 Lieder, op. 55 ( Ingeborg Danz, Cord Garben. CPO 777 422-2 (2012)
- Vertige, Valse-Boston (20th Century Foxtrots Volumen 3. Número de catálogo GP854)
- Concierto para piano, op. 33; Sinfonía, Op. 41; Peter Donohoe (piano), Orquesta Sinfónica de la BBC, dirigida por Sakari Oramo, Chandos CHSA 5299 (2022)